# Congreso Popular de Uganda
El Congreso Popular de Uganda (en inglés: Uganda People's Congress) o UPC es un partido político izquierdista de Uganda.
Fundado por Milton Obote en 1960, el UPC gobernó el país entre 1962 y 1971, y de nuevo entre 1980 y 1985. Durante los gobiernos de Obote, que fue presidente dos veces bajo la bandera del UPC, se cometieron numerosas violaciones a los derechos humanos, sobre todo durante el período entre 1966 y 1971, cuando el partido fue el único legal. En 1971, el dictador Idi Amin ilegalizó el partido tras ejecutar un golpe de Estado exitoso contra Obote. El partido volvió al poder tras el derrocamiento de Amin por las Fuerzas Armadas de Tanzania en 1979 y triunfó en las elecciones posteriores a la invasión tanzana. Sin embargo, las denuncias de fraude electoral condujeron a una guerra civil, durante la cual Obote fue nuevamente depuesto por las fuerzas gubernamentales bajo el mando de Tito Okello, a mediados de 1985. La guerra finalizó con la victoria del Movimiento de Resistencia Nacional, liderado por Yoweri Museveni, en 1986. El régimen del Movimiento ilegalizó todos los partidos políticos y estableció un sistema apartidista, que finalizó en 2005.
Obote seguía siendo líder del partido en la clandestinidad cuando murió en octubre de 2005, aunque previamente había anunciado su intención de dimitir luego de que el gobierno de Museveni legalizara los partidos políticos para las siguientes elecciones. En estos comicios, el UPC obtuvo 9 de los 289 escaños electos, mientras que su candidata presidencial, la viuda del presidente, Miria Obote, obtuvo el 0.8% de los votos.